# Francisco Xavier da Piedade Rebelo
Dom Francisco Xavier da Piedade Rebelo (4 de setembro de 1891 — 7 de julho de 1975) foi um prelado de origem goêsa, o primeiro goês a chefiar a arquidiocese de Goa e Damão, como administrador apostólico sede plena.

## Biografia
Filho de João Fenelon da Piedade Rebelo e de sua mulher Perciliana Esmeralda da Piedade de Miranda, nasceu em Margão. Foi ordenado padre em 26 de setembro de 1915, incardinado na Arquidiocese de Goa e Damão.
Em 15 de novembro de 1963, foi nomeado bispo-auxiliar de Goa, sendo consagrado em 21 de dezembro de 1963 por James Robert Knox, núncio apostólico na Índia, tendo como co-consagrantes o bispo de Guntur, Ignatius Mummadi e o bispo de Poona, Andrew Alexis D’Souza.
Com a retirada do arcebispo de Goa e Damão, o patriarca José Vieira Alvernaz, após a União Indiana invadir os territórios de Goa, Damão e Diu, em 1966 foi nomeado administrador apostólico sede plena, até 1972, quando se retirou por idade.
Faleceu em Margão, em 7 de julho de 1975.